# Goyave

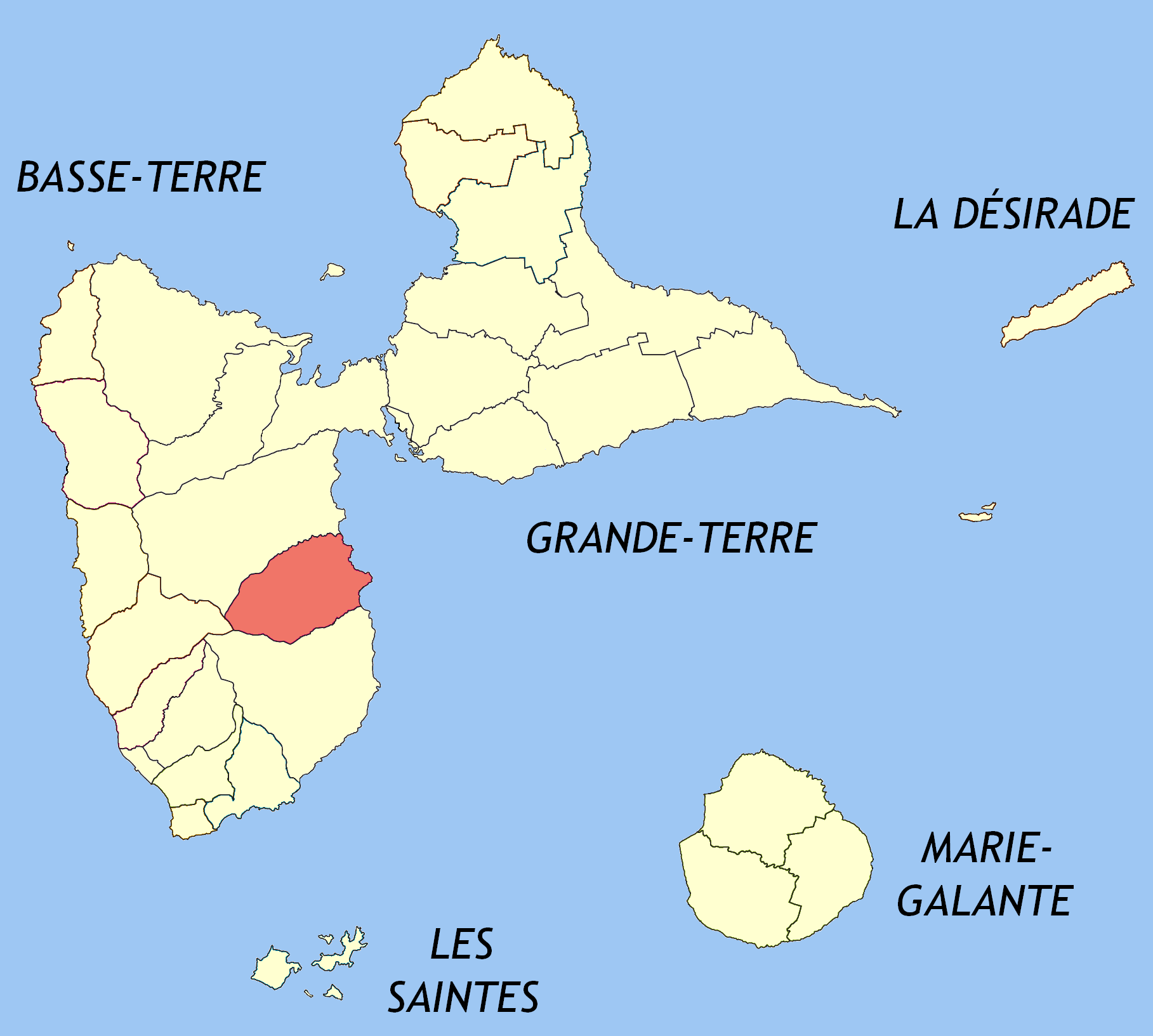
Ubicació de Goyave dins de la Guadalupe

Goyave  és un municipi francès, situat a Guadalupe, una regió i departament d'ultramar de França situat a les Petites Antilles. L'any 2006 tenia 7.575 habitants. Limita al nord amb Petit-Bourg i al sud amb Capesterre-Belle-Eau.

## Demografia
| 5.040                                      | 7.575 |
| Des de 1962: població sense dobles comptes |       |

## Administració
| Període   | Identitat     | Partit        |
| --------- | ------------- | ------------- |
| 2001-2008 | Jean Laguerre |               |
| 2008-     | Ferdy Louisy  | Divers gauche |